# St. Johannes der Täufer (Lahrbach)

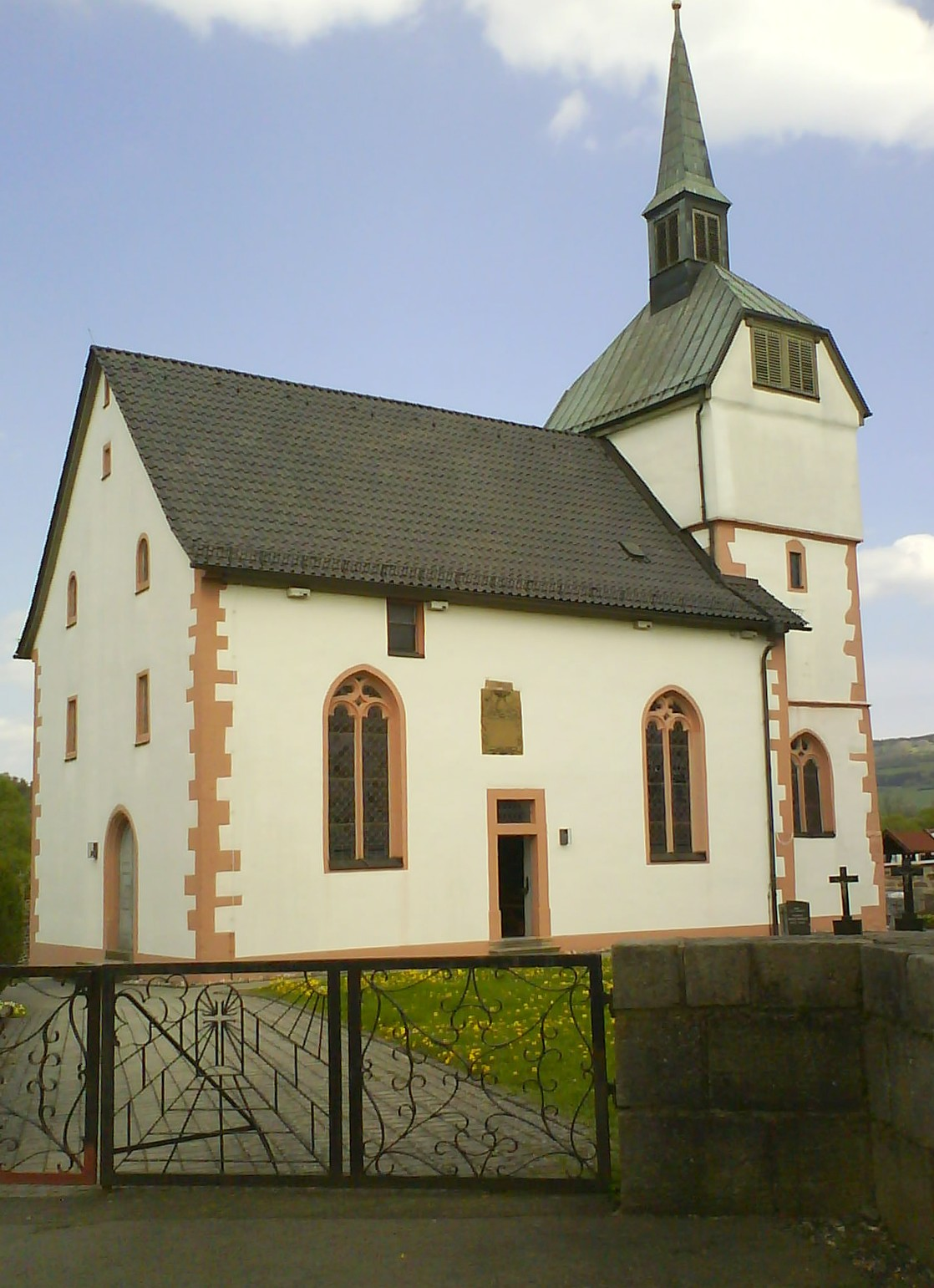
St. Johannes der Täufer (Lahrbach)

Die römisch-katholische Pfarrkirche St. Johannes der Täufer ist ein denkmalgeschütztes Kirchengebäude in Lahrbach, einem Stadtteil von Tann (Rhön) im Landkreis Fulda. Die Pfarrei gehört zum Pastoralverbund St. Michael Hohe Rhön im Dekanat Rhön des Bistums Fulda.

## Beschreibung
Die Saalkirche wurde 1607 und 1616 unter dem Würzburger Fürstbischof Julius Echter von Mespelbrunn erneuert. Der Chorturm von 1523 wurde beibehalten, er wurde später mit einem Geschoss aus Holzfachwerk aufgestockt, das verputzt ist. Das Kirchenschiff ist mit einem Satteldach, der Chorturm ist quer mit einem Krüppelwalmdach bedeckt, aus dessen Mitte sich ein quadratischer Dachreiter erhebt, der einen spitzen Helm trägt. Der Hochaltar ist spätklassizistisch, die beiden Seitenaltäre und die Kanzel stammen aus der 1. Hälfte des 18. Jahrhunderts. Die erste Orgel wurde 1828 von Johann Kirchner gebaut. Die heutige Orgel mit 17 Registern auf zwei Manualen und Pedal wurde 1969 von Hey Orgelbau gebaut.